# رودخانه سامارا (دنیپر)
رودخانه سامارا (دنیپر) (به انگلیسی: Samara River (Dnieper)) رودخانه‌ای است که در اوکراین جریان دارد.